# New World (Do As Infinity)
New World è il secondo album in studio del gruppo musicale giapponese Do As Infinity, pubblicato nel 2001.

## Tracce
1. new world (Album Mix) – 5:24
2. GURUGURU – 4:16
3. Desire – 4:28
4. We are. – 4:25
5. Snail – 5:02
6. Eien (永遠) – 4:47
7. Rumble Fish – 4:07
8. Holiday – 3:24
9. 135 – 4:29
10. Wings 510 – 4:41
11. SUMMER DAYS – 3:52